# Amarsi è un miracolo
Mille domande è un singolo del cantautore italiano Alberto Urso, pubblicato il 12 febbraio 2021.

## Descrizione
Il brano, scritto dallo stesso cantautore con Daniele Coro e Daniele Mancino, è prodotto da Daniele Coro e parla della forza dell'amore.

## Video musicale
Il video musicale, diretto da Marco Loretucci, è stato pubblicato il 15 febbraio 2021 attraverso il canale YouTube del cantautore e ha visto la partecipazione degli attori Giulia Arena, Pietro Masotti, Flaminia Sartini e Giulio Delle Monache.

## Tracce
Testi e musiche di Alberto Urso, Daniele Coro e Daniele Mancino.
1. Amarsi è un miracolo – 2:54